# St. Peter und Paul (Steinhart)

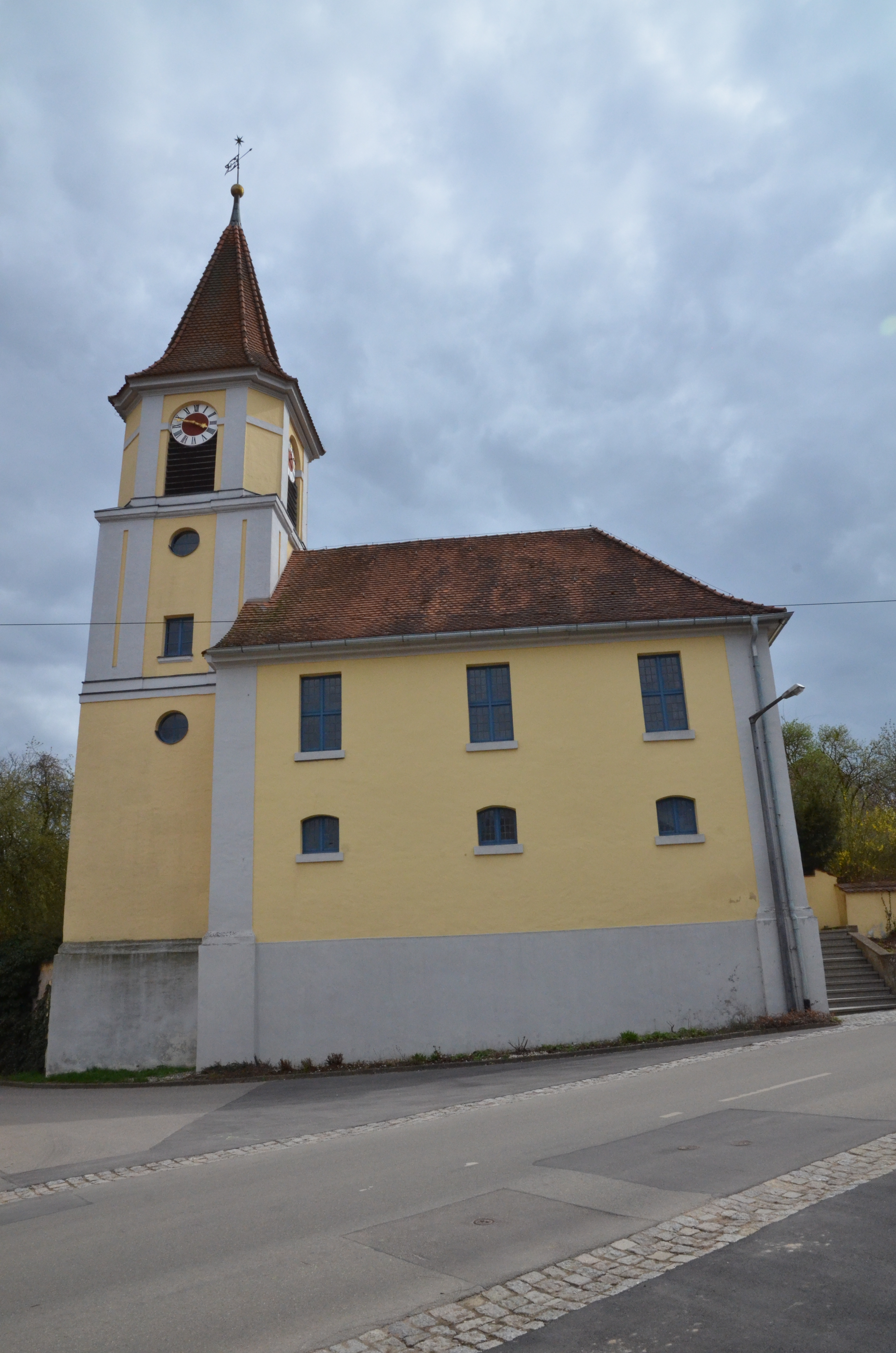
St. Peter und Paul in Steinhart

Die evangelisch-lutherische Pfarrkirche St. Peter und Paul steht in Steinhart, einem Gemeindeteil von Hainsfarth im bayerisch-schwäbischen Landkreis Donau-Ries von Bayern. Das Bauwerk ist in der Liste der Baudenkmäler in Hainsfarth als Baudenkmal unter der Nr. D-7-79-154-14 eingetragen. Die Kirche gehört zum Dekanat Donau-Ries des Kirchenkreises Augsburg der Evangelisch-Lutherischen Kirche in Bayern.

## Beschreibung
An den mittelalterlichen Chorturm wurde 1752/53 nach einem Entwurf von Johann David Steingruber nach Westen ein Langhaus im Markgrafenstil angebaut und der Chorturm um ein achteckiges Geschoss aufgestockt, das die Turmuhr und den Glockenstuhl beherbergt und dem im 19. Jahrhundert ein spitzer Helm aufgesetzt wurde. 
Zur Kirchenausstattung gehört ein Kanzelaltar aus der Bauzeit.